# Atelier monétaire romain
Un atelier monétaire romain était un atelier où étaient fabriquées les pièces de monnaie dans la Rome antique.

## Implantation des ateliers monétaires romains
Sous la République romaine, la première officine de frappe des monnaies apparaît en 290 av.J.-C., au Capitole de Rome, près du Temple de Junon Moneta (littéralement, "Junon qui avertit", d'où dériveront les mots "monétaire" et  "monnaie"). L'atelier est déplacé par la suite à plusieurs reprises. Il est installé dans la IIIe région aux environs du Colisée selon ce qu'indiquent les catalogues des Régionnaires, probablement après le grand incendie de 80 qui ravagea le Capitole. L'archéologue Filippo Coarelli pense que cet atelier correspond au bâtiment antique situé sous la basilique Saint-Clément-du-Latran. 
Durant la période républicaine, la centralisation est de règle : seule Rome frappe la monnaie romaine. Exceptionnellement, des ateliers monétaires mobiles accompagnèrent l'armée, lors des guerres de Sylla, Lucullus, Pompée en Orient, ou des guerres civiles déclenchées par Jules César. 
Sous Auguste, le Sénat romain émet les monnaies de bronze (d’où leur marque SC = Senatus Consultum), l’atelier impérial de Rome frappe les monnaies d’or et d’argent. La création d’un second atelier monétaire impérial important à Lugdunum est une exception, qui s’arrête en 78. L’explication de cette exception lugdunaise est réduite aux hypothèses : certains avancent les besoins massifs de numéraire de la Gaule nouvellement conquise, et la plus peuplée des provinces. Plus probablement, le séjour prolongé en Gaule de Auguste entre -15 et -13, puis la proche présence de l’armée du Rhin, engagée dans les campagnes de Germanie peuvent justifier la création de cet atelier. Cette centralisation n’exclut pas la présence de petits ateliers municipaux principalement en Espagne, en Orient et à Nîmes, pour la frappe du numéraire en bronze de faible valeur, mais de poids élevé (un sesterce en bronze pèse environ 25g), et pour un usage local. Ces ateliers locaux cessent progressivement leur activité, passant de 161 sous Auguste à 8 en Achaïe et en Asie sous Galba.
La multiplication des ateliers monétaires impériaux, lieu de frappe des monnaies, est un phénomène qui apparaît tardivement dans l'Empire romain. La crise de l’Empire romain au IIIe siècle et sa militarisation provoquent une première décentralisation, et multiplient les ateliers à proximité des zones militaires, grandes consommatrices de numéraire, tandis que l'inflation galopante force l'arrêt des dernières émissions municipales en Orient.
De façon marginale, les mouvements d’usurpation créent d’éphémères ateliers, comme Ambianum (Amiens) lors de l’usurpation de Magnence, ou Rotomagus (Rouen) lors de celle d’Allectus.
La réforme monétaire entreprise sous Dioclétien à partir de 294 voit une seconde vague de création d'ateliers monétaires, quadrillant les diverses provinces, à l'exception du secteur espagnol : Londres, Carthage, Aquilée, Thessalonique, Nicomédie et Alexandrie. Enfin, les capitales impériales successives de la tétrarchie voient l'ouverture de quelques ateliers supplémentaires.
Les invasions du Ve siècle mirent fin à l’activité des ateliers d'Occident et de la zone danubienne.

## Fonctionnement des ateliers monétaires
Un atelier monétaire comporte une ou plusieurs officines, sorte de postes de production. Pour émettre une série, l’officine grave deux coins ou matrices, un pour l’avers avec le profil de l’empereur, l’autre pour le revers avec un motif et une inscription, puis frappe les flans.
La matière première brute, or, argent, cuivre, étain pour le bronze, provient des mines, principalement l’Hispanie (Espagne) et la Dacie (Transylvanie), sources qui s’épuisent vers le IIe siècle, et plus largement du recyclage du produit des conquêtes de pays riches. Là aussi cette source s’épuise après la conquête de la Dacie en 105. Le déficit de métaux précieux lors de la crise monétaire du IIIe siècle est surmonté au début du IVe siècle par les confiscations effectuées aux dépens des temples. Enfin un recyclage continuel avec la refonte des monnaies collectées par l’impôt se pratique largement.
D’après ce que possèdent les numismates, la qualité de fabrication est dans l’ensemble bonne, malgré parfois des défauts de frappe : 
- pièce écrasée et  présentant des fissures sur le bord ;
- motif mal centré, ou décalage d’orientation entre les deux faces ;
- relief médiocre dû à l’usure du coin.

Les techniques d’alliage du cuivre et de l’argent sont parfaitement maîtrisées. Les ateliers savent frapper des flans mêlant du cuivre en partie durci, et de l’argent encore fluide pour obtenir des pièces à la surface argentée. Au IVe siècle la production des solidi est soigneusement contrôlée avant l’émission, et atteint une précision de poids de chaque pièce au 1/10 de gramme.

## La monnaie comme expression impériale
Au IIIe siècle et au IVe siècle, la multiplication du donativum aux soldats à chaque avènement et chaque grand événement du règne impérial est fréquemment l’occasion de l’émission de lots de pièces neuves, dont les revers sont l’expression de la propagande impériale. Leurs thèmes sont extrêmement variés :
- ils célèbrent les victoires, les réalisations ou les vertus de l’empereur et parfois celles de son épouse, ou de son fils et successeur pressenti ;
- ils invoquent une divinité évidemment protectrice de l’empereur : Apollon, le Génie de Rome, Sol Invictus sous Aurélien, Jupiter et Hercule pendant la tétrarchie, chrisme pour Constantin Ier et ses successeurs ;
- ils lancent de véritables slogans politiques : CONCORDIA MILITUM : la concorde entre les armées. FIDES EXERCITUS : la fidélité de l’armée PAX AETERNA : la paix pour toujours, etc.

## Les marques d’atelier

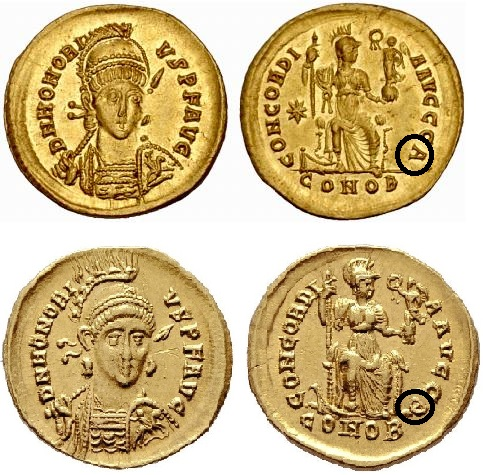
Deux solidi d'Honorius identiques frappées à Constantinople (marque CONOB) avec des lettres d'officines différentes (alpha ou thêta).

À partir d'Aurélien avec des symboles, puis de Dioclétien plus explicitement avec des abréviations, chaque atelier marquait généralement le revers des pièces de sa production par l’abréviation de son appellation. S’il comportait plusieurs officines, elles étaient précisées par une lettre de classement, latine ou grecque, précédant ou suivant généralement la marque d’atelier, par exemple A.L, B.L, C.L, D.L pour quatre officines à Lugdunum, ou la série P, S, T, Q (soit les abréviations de Prima, Secunda, Tertia et Quarta) pour d’autres ateliers.  La lettre de classement pouvait aussi se trouver dans le champ du revers, droit ou gauche, accompagnée parfois d'un symbole quelconque, comme une couronne de laurier, un rameau ou une étoile.
Au IVe siècle, les marques se complexifient, avec l’emploi de préfixe ou de suffixe. Par exemple l’atelier de Thessalonique (TS ou TES) emploie aussi :
- SMTS, pour S(acra) M(oneta), monnaie sacrée, c'est-à-dire intouchable (en d’autres termes, le rognage est interdit) ;
- TESOB, pour OB(ryziacus), en or pur, marque de certification introduite dans divers ateliers en 368[12].

## Liste des ateliers monétaires romains
Les ateliers monétaires connurent parfois des interruptions, selon la situation politique locale. Le tableau ci-dessous n’en tient généralement pas compte.
Au Bas-Empire, l’ensemble des ateliers actifs était le suivant :
| Atelier           | Province            | Dates d’activité             | Marque                                                                                       |
| Alexandrie        | Égypte              | après 294                    | AL, ALE, SMAL                                                                                |
| Ambianum (Amiens) | Gaule belgique      | de 350 à 353                 | AMB                                                                                          |
| Antioche          | Syrie               | vers 260 à ?                 | AN, ANT, ANTOB, SMAN                                                                         |
| Aquilée           | Italie              | après 294                    | AQ, AQS, AVIL, AQOB, AQPS, SMAQ                                                              |
| Arles             | Narbonnaise         | de 313 à ?                   | A, AR, ARL, CON, CONST                                                                       |
| Carthage          | Afrique             | de 296 à 311                 | K, KAR, KART, PK, PKΓ, PKΔ, PKA, PKB, PKP, PKS, PKT                                          |
| Constantinople    | Thrace              | depuis 330                   | C, CP, CON, CONS, CONSP, CONOB                                                               |
| Cyzique           | Asie                | de ? à ?                     | CVZ, CVZIC, CVZICEN, K, SMK, MKV                                                             |
| Héraclée          | Thrace              | de ? à ?                     | HERAC, HERACL                                                                                |
| Londres           | Bretagne            | après 294                    | AVG, AVGOB, AVGPS, LON, PLN, PLON, MLL                                                       |
| Lugdunum          | Gaule lyonnaise     | de -15 à 78, de 274 à 413    | L, LG, LVGD, LVGPS, PLG, LA, LB,PL, LP, SML                                                  |
| Milan             | Italie              | vers 260 à ?                 | MD, MED, MDOB, MDPS                                                                          |
| Nicomédie         | Asie                | après 294                    | NIK, NIC, NICO, SMN                                                                          |
| Ostie             | Italie              | de ? à ?                     | OST, MOST                                                                                    |
| Ravenne           | Italie              |                              | RV                                                                                           |
| Rome              | Italie              |                              | R, RM, ROMA, VRB ROM, ROMOB                                                                  |
| Sirmium           | Pannonie            | vers 260 à 395               | SIRM, SIROB, SM                                                                              |
| Siscia            | Mésie               | vers 260 à 387               | SIS, SISC, SISCPS                                                                            |
| Serdica (Sofia)   | Thrace              | de 303 à 308 et de 313 à 314 | SER, SERD, SD, SMSD                                                                          |
| Thessalonique     | Macédoine           | après 294                    | SMTS, TS, TES, TESOB, THS, THSOB                                                             |
| Ticinum (Pavie)   | Italie              | de ? à 326                   | T, TT, PT, ST, BT, QT                                                                        |
| Trèves            | Germanie inférieure | de 291 à 430                 | TRE, TROB, TR, ATR, STR, BTR, IITR, PTR, PTRE, SMTR, SMTRP, SMTRS, TRB, TRS, TRP, TROB, TRPS |

## Sources